# Cardamine simplex
Cardamine simplex är en korsblommig växtart som beskrevs av Hand.-mazz. Cardamine simplex ingår i släktet bräsmor, och familjen korsblommiga växter. Inga underarter finns listade i Catalogue of Life.